# Спалення хреста

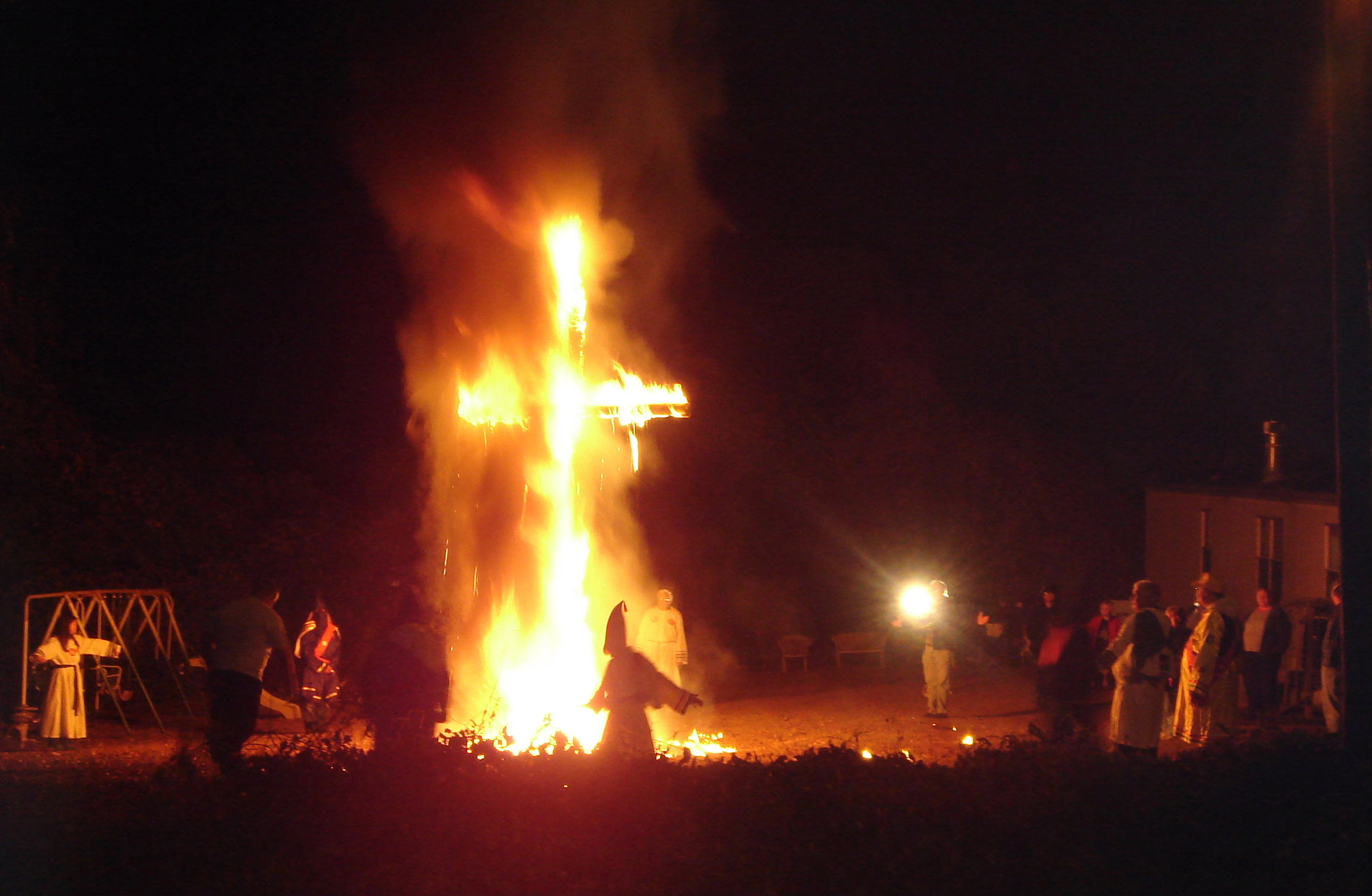
Члени Ку-клукс-клану під час спалення хреста в 2005 році

У наш час спалення на хресті або запалення хрестів асоціюється з Ку-клукс-кланом. Однак це практикувалося задовго до заснування Ку-клукс-клану. З початку 20-го століття ку-клукс-клан спалював хрести на схилах пагорбів як спосіб залякувати та погрожувати чорношкірим американцям та іншим маргіналізованим групам.

## Шотландське походження

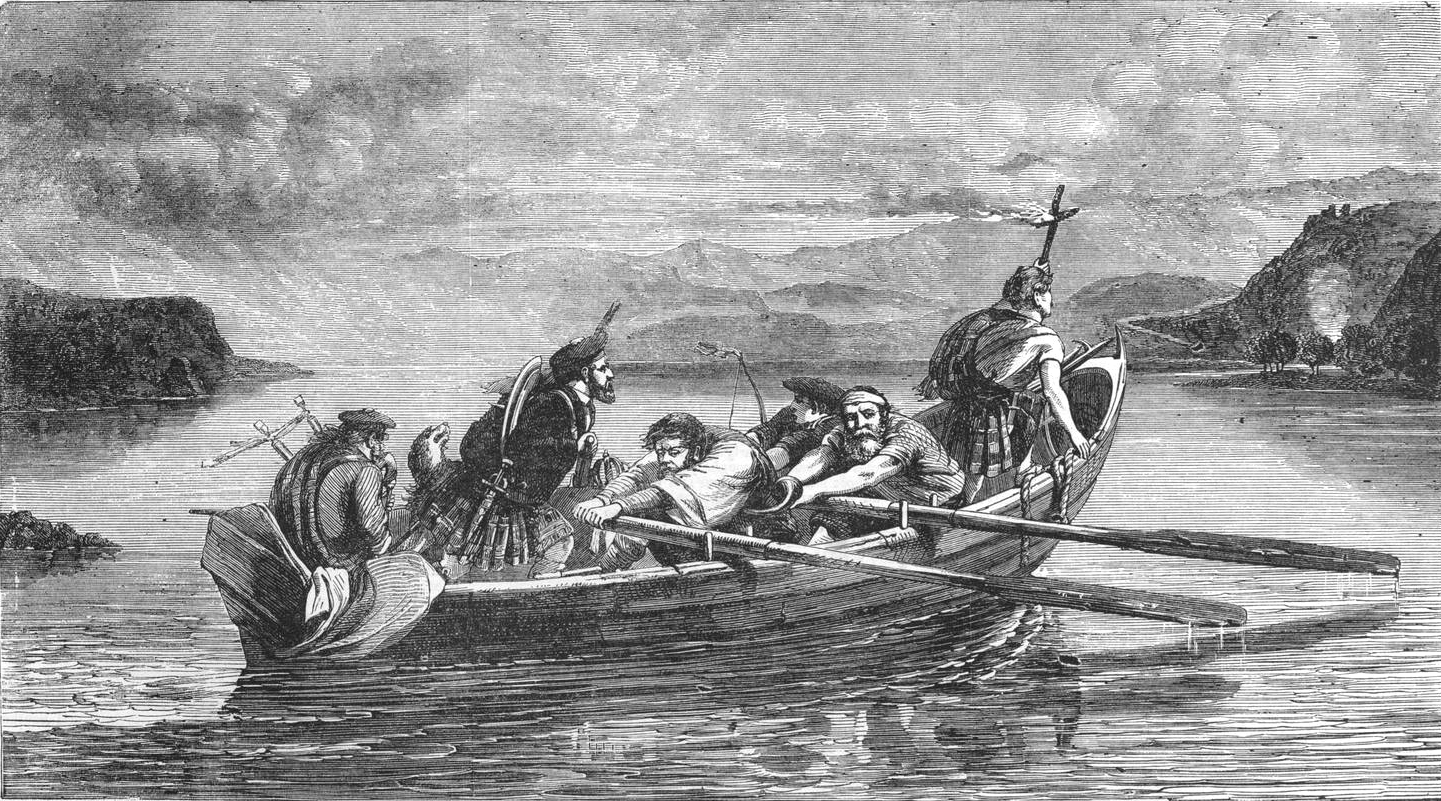
Вікторіанське зображення кранн-тари

У Шотландії вогняний хрест, відомий як кранн-тара, використовувався як оголошення війни. Його вигляд спонукав усіх членів клану згуртуватися на захист території. В інших випадках маленький палаючий хрест переносили з міста в місто. Він використовувався у війні 1812 року між Британією та США як засіб мобілізації шотландських феніксів та ополченців, які оселилися в графстві Гленґаррі, Онтаріо, проти загарбників. У 1820 році понад 800 воїнів клану Грант були зібрані під час проходження вогняного хреста, щоб прийти на допомогу своєму вождю і його сестрі в містечку Елджин, Шотландія. У самій Шотландії востаннє палаючий хрест використовувався в 1745 році під час повстання якобітів, і згодом був описаний в романах і поезії сера Вальтера Скотта, зокрема в "Озерній леді" 1810 року.

## Символ Ку-клукс-клану

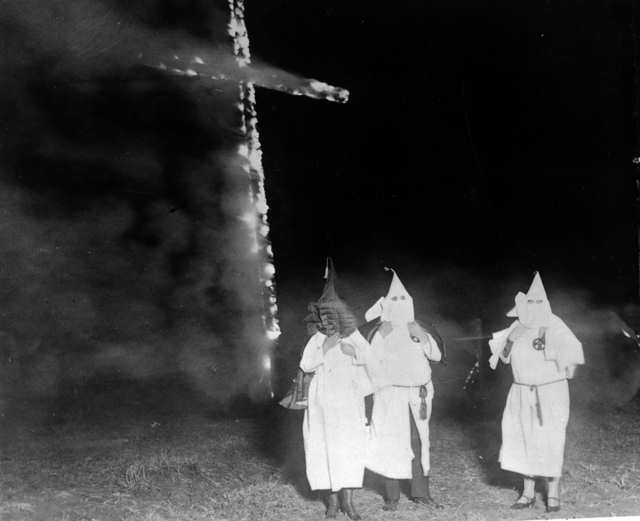
Члени Клану проводять спалення хреста у 1921 році.

У першу епоху реконструкторські клани не спалювали хрести. Віра в те, що реконструйовані Клани спалювали хрести, була введена Томасом Діксоном-молодшим у його романі "Клановець: Історичний роман про Ку-клукс-клан" (1905). Вперше спалення хреста описано в Книзі IV, Розділ 2 "Вогняний хрест" на сторінках 324-326 видання 1905 року. Один з персонажів представляє його як "старий шотландський обряд палаючого хреста. Він викличе трепет натхнення у кожного члена клану на пагорбах". Далі пояснюється, що
У давнину, коли вождь нашого народу скликав рід на битву життя і смерті, Вогняний Хрест, погашений жертовною кров'ю, швидким кур'єром відправлявся від села до села. Цей заклик ніколи не був марним, не буде він марним і в новому світі. Тут, на цьому місці, освяченому кров'ю тих, хто нам дорожчий за життя, я піднімаю древній символ нескореної людської раси -
Сцена супроводжується ілюстрацією Артура І. Келлера (Arthur I. Keller) без номера з підписом "Вогняний хрест на пагорбах старої Шотландії", на якій зображено двох одягнених, без масок членів клану, один з яких тримає запалений хрест над зв'язаним чорношкірим американцем із зав'язаними очима і кляпом у роті, в той час як одягнені і закриті капюшонами члени клану дивляться на них. Роман закінчується словами одного з членів клану, який чекає на результати виборів: "Подивіться на наші вогні на горах! Вони горять - від гори до гори блищать наші сигнали, поки Вогняний Хрест не загубиться серед зірок", що означає, що він переміг і цивілізація на Півдні була врятована. Вогняний хрест ще раз згадується в останньому романі трилогії Діксона про Клан "Зрадник: Історія падіння Невидимої Імперії", коли Великий Дракон кидає палаючий хрест на купу викинутих мантій і регалій Клану, виконуючи наказ Великого Дракона про розпуск ордену. Ця сцена супроводжується ілюстрацією Чарльза Девіда Вільямса "Дехто з чоловіків ридав", на якій зображено зборище членів Клану над палаючою купою мантій з трьома палаючими хрестами.

## Відродженн Нації

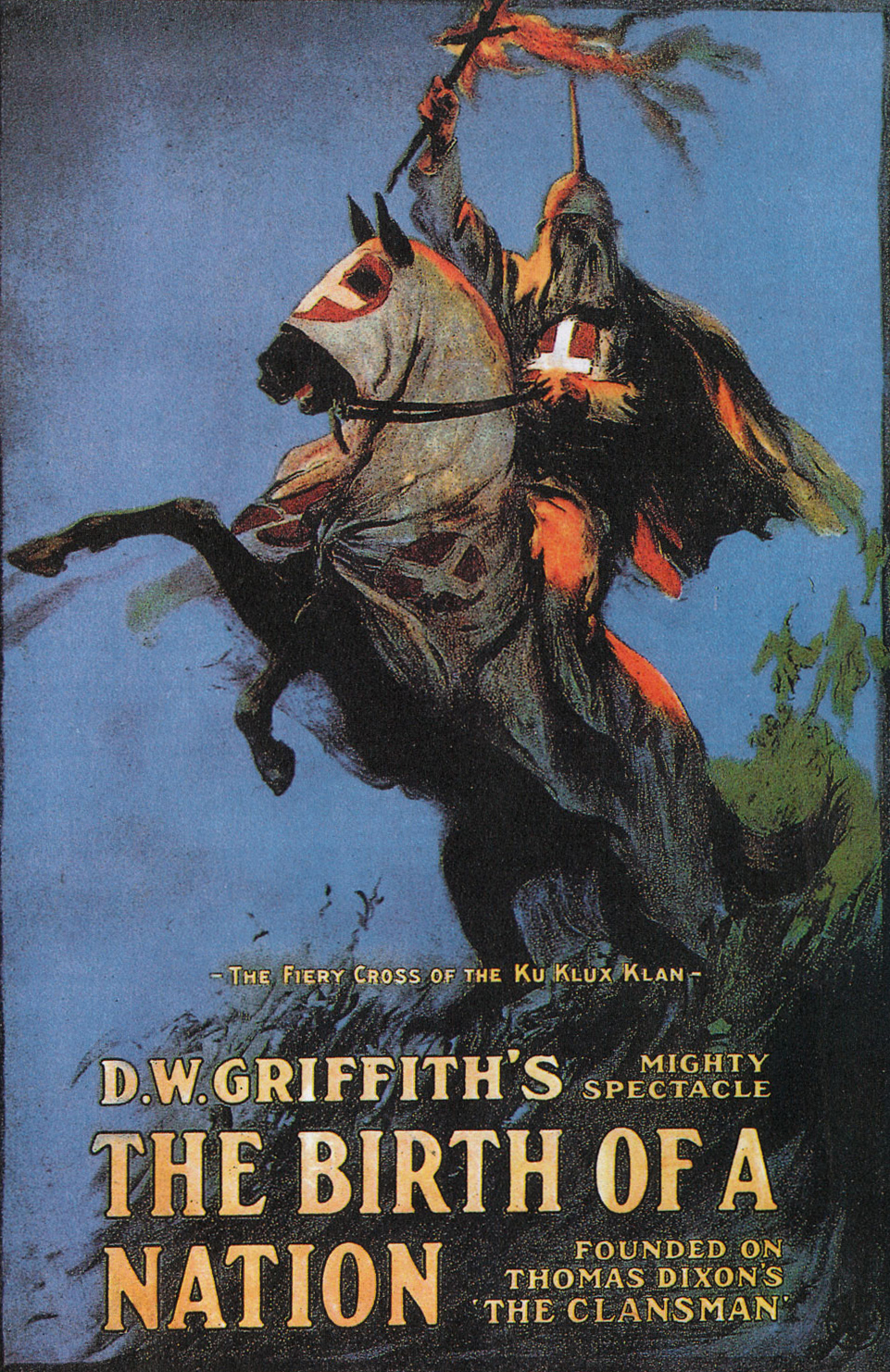
Плакат "Народження нації", на якому зображений клановець на коні з палаючим хрестом

У фільмі Д. В. Ґріффіта "Народження нації" (1915), екранізації роману Томаса Діксона "Клановець", у двох сценах зображено перехресні спалення.
У першій серії зображено молодшу сестру полковника Конфедерації, яка відкидає пропозицію руки і серця чорношкірого капітана (з окупаційних військ Союзу), а потім змушена тікати після того, як він переслідує її (законодавчі збори П'єдмонту, Південна Кароліна, легалізували міжрасові шлюби, і історія зображає соціальний хаос, якого боялися білі). Вона загнана в кут на краю урвища і погрожує стрибнути зі скелі, якщо він не зупиниться. Він продовжує переслідування, і вона стрибає.
Брат знаходить її вмираючою біля підніжжя скелі і тримає на руках; перед смертю вона впізнає свого нападника. Кілька членів місцевого клану спалюють невеликий (близько 8 дюймів [20 см]) хрест, залитий кров'ю дівчини. Скликається суд кенгуру, який вислуховує передсмертні слова дівчини, коли полковник дає свідчення, визнає капітана винним у вбивстві і страчує його. Члени клану розміщують його тіло на ганку особняка губернатора Південної Кароліни, накривши квадратним шматком білого полотна з ініціалами ККК.
Друга серія зображує наслідки двох вторгнень у будинки. Перше вторгнення відбувається в особняк губернатора. Чорношкірий член законодавчих зборів Південної Кароліни пропонує руку і серце доньці губернатора, а коли вона відкидає його пропозицію, погрожує їй зброєю. Губернатор намагається втрутитися, але його спроба не вдається, і він потрапляє в полон. Друге вторгнення відбувається в будинок полковника Конфедерації; його мати виявилася прихильницею клану, і вона висловила свою симпатію до клану, пошивши уніформу клану. Клан хоче втрутитися у ситуацію із заручниками, але йому заважають окупаційні війська Союзу. Полковник просить про допомогу, спалюючи вдень хрест; чорний дим, який утворюється від палаючого хреста, сигналізує кланам із сусідніх графств прийти на допомогу і оскаржити контроль військових Союзу над містом. Кожен клан носить особливі головні убори та вбрання. Вони вітаються один з одним з відкритими обличчями, хоча в'їжджають до міста з простирадлами на обличчях. На мундирі полковника є два сусідні квадратні хрести, які, ймовірно, походять від первісного клану в Шотландії.
У Сполучених Штатах перше зафіксоване спалення хреста відбулося 25 листопада 1915 року, через десять місяців після дебюту фільму "Народження нації", коли група чоловіків на чолі з Вільямом Сіммонсом спалила хрест на вершині гори Стоун-Маунтін, штат Джорджія, інавгурувавши відродження Ку-клукс-клану. На заході були присутні 15 членів організації та кілька колишніх членів Ку-клукс-клану похилого віку.
Хрести були спалені під час автобусного бойкоту в Таллахассі в 1956 році.
За словами журналістки і захисниці громадянських прав Кері МакВільямс, у Каліфорнії в 30-х роках кілька хрестів було спалено в рамках практики залякування груп самосуду, організованих для припинення страйків збирачів, організованих Асоційованими фермерами.

## В Франції
Круа-де-Фе (фр. [kʁwa də fø], Вогняний хрест) - націоналістична французька ліга міжвоєнного періоду.

## Правове становище в Сполучених Штатах
У 2003 році Верховний Суд Сполучених Штатів Америки у своєму рішенні у справі "Вірджинія проти Блека" послався на сценічну адаптацію "Леді над озером" сера Вальтера Скотта як на приклад демонстрації спалення хреста, яке не мало на меті "залякати особу чи групу осіб", коли скасував закон штату Вірджинія, який містив формулювання: "Будь-яке таке спалення хреста є очевидним доказом наміру залякати особу чи групу осіб", тому що воно припускає, що "намір [полягає] в залякуванні".